# Michael Smith (astronaut)
Michael John Smith (30. dubna 1945, Beaufort, Severní Karolína, USA – 28. ledna 1986 nad Floridou) byl armádní letec a americký astronaut, který tragicky zahynul při havárii raketoplánu Challenger.

## Životopis
Vystudoval vojenskou námořní akademii (United States Naval Academy) v Annapolisu a na Námořní postgraduální škole (Naval Postgraduate School) v Monterey (Kalifornie) v roce 1967 absolvoval i postgraduální studium.
Roku 1969 absolvoval letecký výcvik. Sloužil jako instruktor, zkušební pilot a pilot útočných letadel, sloužil na letadlové lodi Kitty Hawk během války s Vietnamem. Po návratu dokončil studium na Námořní škole zkušebních pilotů v Patuxent River (v roce 1974) a zde také jako letecký instruktor zůstal. V roce 1978 byl operačním důstojníkem na letadlové lodi Saratoga.
Ve svých 35 letech měl nalétáno 4300 hodin. Dne 7. července 1980 se dostal k výcvikové jednotce astronautů NASA.

## Let do vesmíru

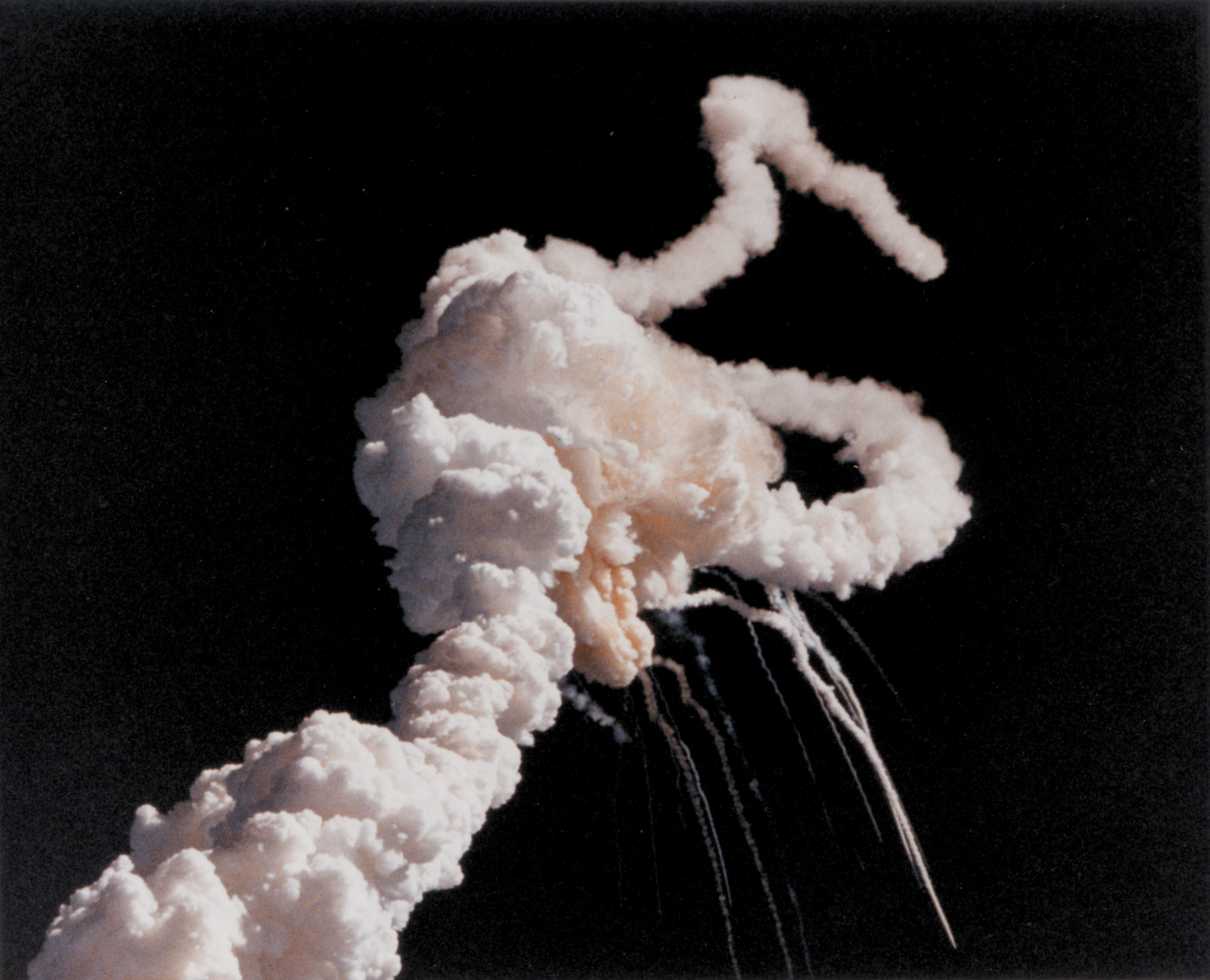
Exploze raketoplánu Challenger STS-51-L

Jako druhý pilot se koncem ledna 1986 zúčastnil mise STS-51-L raketoplánu Challenger. Spolu s ostatními členy posádky (Francis Scobee, Judith Resniková, Ellison Onizuka, Ronald McNair, Gregory Jarvis a Sharon McAuliffeová) zahynul při výbuchu raketoplánu 73 sekund po startu.
Kapitán letectva Michael Smith posmrtně obdržel medaili Purpurového srdce (Purple Heart medal). Společně s ostatními členy posádky je pohřben na Arlingtonském národním hřbitově.